# Жирный, Александр Николаевич
Алекса́ндр Никола́евич Жи́рный (укр. Олександр Миколайович Жирний; род. 25 февраля 1987, Уфа) — украинский биатлонист. В прошлом член сборной команды России B по биатлону. Мастер спорта международного класса (2012). Бронзовый призёр Чемпионата Европы по биатлону 2012 в эстафете. Серебряный призёр чемпионата России в летнем биатлоне 2013 в составе сборной Башкортостана. Победитель II Всероссийской Зимней Универсиады (2012). Победитель и призёр чемпионатов и первенств России по биатлону.
Спортсмен-инструктор ГАУ СДЮШОР по биатлону РБ (2010).
Завершил карьеру в сезоне 2017/2018 годов.
Образование средне-профессиональное — ГОУ СПО Уфимский Механико-Технологический Колледж. Обучается в БИФК, кафедра теории и методики гребли, лыжного спорта и легкой атлетики, направление «Теория и методика лыжного спорта».
С мая 2014 года по 2018 год тренировался в составе Сборной Украины по биатлону. Представлял Киевскую область, сообщество «Динамо».

## Кубок мира
| Сезон   | ОЗ | ИГЗ | СЗ | ГПЗ | МСЗ |
| ------- | -- | --- | -- | --- | --- |
| 2014/15 | 78 | 59  | 79 | 72  | —   |
| 2015/16 | 40 | 51  | 32 | 36  | —   |

## Карьера в Кубке IBU
- Сезон 2011/12
  - В Канморе 11 февраля 2012 года состоялся дебют — 6 место в спринтерской гонке.